# Sambucus javanica
Sambucus javanica är en desmeknoppsväxtart som beskrevs av Caspar Georg Carl Reinwardt och Carl Ludwig von Blume. Sambucus javanica ingår i släktet flädrar, och familjen desmeknoppsväxter. Inga underarter finns listade i Catalogue of Life.

## Bildgalleri

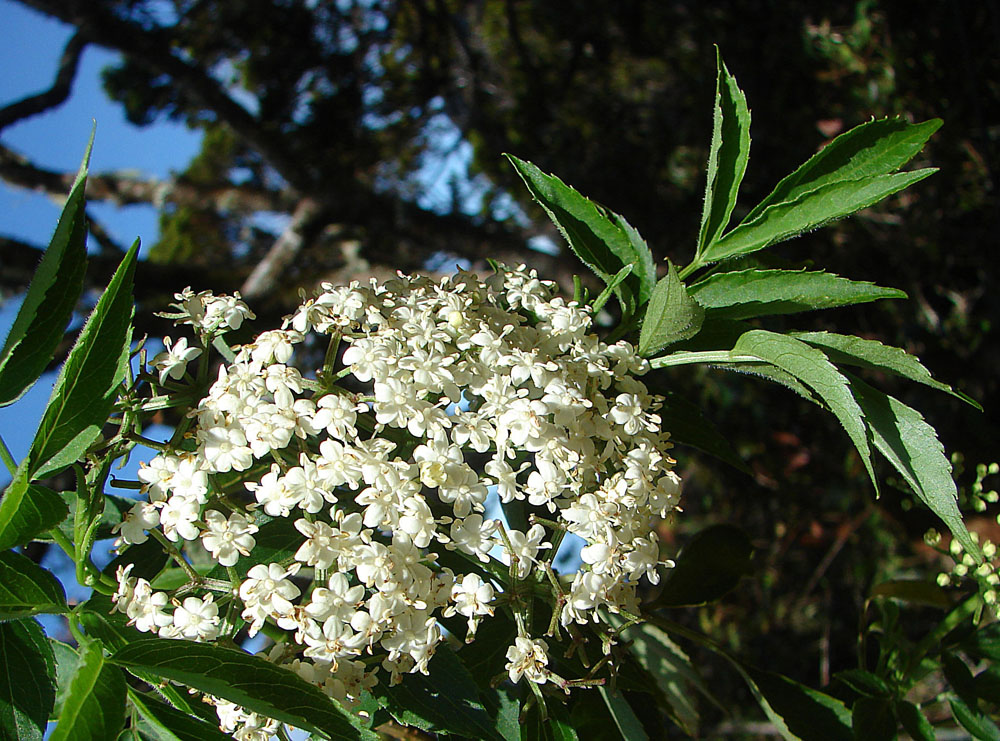